# Vertice di La Rochelle
Il vertice di La Rochelle è il 59° vertice franco-tedesco, tenutosi a La Rochelle (Charente Marittima, Francia), il 21 e 22 maggio 1992. Ha riunito in particolare il capo di stato francese François Mitterrand e il cancelliere tedesco Helmut Kohl.
Fu durante questo vertice, con la firma da parte dei ministri della Difesa francese e tedesco del “rapporto di La Rochelle”, che nacque l'Eurocorps, unità militare che viene definita come corpo d’armata multinazionale europeo, indipendente dalle strutture militari integrate della NATO. Il rapporto descrive in dettaglio le missioni, le disposizioni, i possibili quadri di impegno, la struttura e l'organizzazione dell'Eurocorps, nonché alcuni aspetti finanziari e legali.